# Agriophyllum latifolium
Agriophyllum latifolium Fisch. & C.A.Mey. – gatunek rośliny z rodziny szarłatowatych (Amaranthaceae Juss.). Występuje naturalnie w Turkmenistanie, Afganistanie oraz Pakistanie. 

## Morfologia
PokrójRoślina jednoroczna dorastająca do 50 cm wysokości.
LiścieMają kształt od równowąskiego do lancetowatego. Blaszka liściowa jest o sercowej nasadzie. Ogonek liściowy jest nagi.
KwiatyZebrane są w kłębiki, rozwijają się w kątach pędów. Mają 2 błoniaste działki kielicha o ząbkowanym brzegu. Pręcików jest 5.
OwoceNiełupki przybierające kształt pęcherzy, przez co sprawiają wrażenie jakby były napompowane. Mają cylindryczny kształt i osiągają 4–6 mm długości.

## Biologia i ekologia
Agriophyllum latifolium jest biegaczem, czyli rośliną, której pędy nadziemne lub ich części przemieszczają się po powierzchni ziemi pod wpływem działania wiatru. Kwitnie od lipca do października.